# Juan Provecho
Juan Bautista Ignacio Provecho López (* 22. června 1970, León) je augustiniánský kněz a pedagog. Je delegátem-provinciálem České provincie řádu sv. Augustina, od 1. února 2015 převzal jako delegát správu opatství na Starém Brně. Je také ředitelem mateřské, základní školy a gymnázia sv. Augustina a Farní charity Praha 1 – Malá Strana.

## Život
V roce 1995 absolvoval Juan Provecho teologii na Pontificia Universita Comillas v Madridu a byl vysvěcen na kněze augustiniánského řádu. Poté působil v Brazílii, od roku 1997 pracuje v ČR.
Vystudoval obor Mediální komunikace na Fakultě sociálních věd Univerzity Karlovy. Tamtéž pak vyučoval předmět Média a společnost. V letech byl 2007–2009 vedoucím tiskového střediska České biskupské konference.
Spravoval farnost sv. Tomáše na Malé Straně. Je delegátem České provincie řádu sv. Augustina, od 1. února 2015 převzal jako delegát správu opatství na Starém Brně. Je také rektorem klášterního kostela v Zaječově, ředitelem Farní charity Praha 1 – Malá Strana a ředitelem mateřské a základní školy sv. Augustina. Rovněž externě vyučuje na Katolické teologické fakultě Univerzity Karlovy v Praze.